# Nevada State Route 773
Die Nevada State Route 773 (kurz NV 773) ist eine State Route im US-Bundesstaat Nevada, die in Nord-Süd-Richtung verläuft.
Die State Route beginnt an der Nevada State Route 264 im Fish Lake Valley und endet westlich der Coaldale Junction am U.S. Highway 6. Früher gehörte die Straße zur Nevada State Route 3A, die im Jahr 1978 aufgelöst wurde.